# Quad/Graphics
Quad/Graphics é uma empresa de impressão com sede em Sussex, Wisconsin, Estados Unidos. Foi fundada em Pewaukee em 1971 por Harry V. Quadracci, iniciando suas atividades no ano seguinte com 11 funcionários. Atualmente possui dez filiais nos EUA, além de outras espalhadas pela Europa e América Latina. É responsável pela impressão de diversas revistas, como Playboy, Time e Newsweek.
Em 2010, anunciou a fusão com a empresa concorrente World Color Press. Como resultado da aquisição, o número de empregados da Quad/Graphics subiu para 28,000. Em agosto do mesmo ano, foi divulgado que a empresa fecharia cinco de suas filiais como parte do plano de consolidação relacionado à compra da World Color Press.